# Lonchaea continentalis
Lonchaea continentalis är en tvåvingeart som beskrevs av Mario Bezzi 1920. Lonchaea continentalis ingår i släktet Lonchaea och familjen stjärtflugor. Inga underarter finns listade i Catalogue of Life.